# فهرست نقل و انتقالات فوتبال ایران در تابستان ۱۳۹۱

## لیگ برتر فوتبال ایران

### باشگاه فوتبال آلومینیوم هرمزگان
| شماره |       | نقش   | بازیکن                       |
| ----- | ----- | ----- | ---------------------------- |
|       | ایران | هافبک | رضا ناصحی (از سپاهان اصفهان) |
|       | ایران | هافبک | محسن حمیدی (از شاهین بوشهر)  |

| شماره |       | نقش   | بازیکن                       |
| ----- | ----- | ----- | ---------------------------- |
|       | ایران | هافبک | رضا ناصحی (از سپاهان اصفهان) |
|       | ایران | هافبک | محسن حمیدی (از شاهین بوشهر)  |

| شماره |       | نقش   | بازیکن                        |
| ----- | ----- | ----- | ----------------------------- |
|       | ایران | مهاجم | Ali Karimi (به شهرداری تبریز) |

| شماره |       | نقش   | بازیکن                        |
| ----- | ----- | ----- | ----------------------------- |
|       | ایران | مهاجم | Ali Karimi (به شهرداری تبریز) |

### استقلال تهران
| شماره |       | نقش   | بازیکن                                       |
| ----- | ----- | ----- | -------------------------------------------- |
|       | ایران | هافبک | میثم بائو (از شهرداری تبریز)                 |
|       | ایران | مدافع | هاشم بیک‌زاده (از سپاهان اصفهان)              |
| ۱۱    | ایران | مهاجم | امین منوچهری (از سایپای البرز)               |
|       | ایران | مدافع | امیرحسین صادقی (از تراکتورسازی تبریز)        |
|       | ایران | مهاجم | مجتبی محبوب مجاز (از مس سرچشمه, Loan Return) |
|       | ایران | هافبک | ایمان مبعلی (از Free agent) محمد متین مرادی  |
|       | ایران | مهاجم | علی علیپور (از استیل‌آذین سمنان)              |
|       | ایران | مهاجم | سیاوش اکبرپور (از تراکتورسازی تبریز)         |

| شماره |       | نقش   | بازیکن                                       |
| ----- | ----- | ----- | -------------------------------------------- |
|       | ایران | هافبک | میثم بائو (از شهرداری تبریز)                 |
|       | ایران | مدافع | هاشم بیک‌زاده (از سپاهان اصفهان)              |
| ۱۱    | ایران | مهاجم | امین منوچهری (از سایپای البرز)               |
|       | ایران | مدافع | امیرحسین صادقی (از تراکتورسازی تبریز)        |
|       | ایران | مهاجم | مجتبی محبوب مجاز (از مس سرچشمه, Loan Return) |
|       | ایران | هافبک | ایمان مبعلی (از Free agent) محمد متین مرادی  |
|       | ایران | مهاجم | علی علیپور (از استیل‌آذین سمنان)              |
|       | ایران | مهاجم | سیاوش اکبرپور (از تراکتورسازی تبریز)         |

| شماره |        | نقش       | بازیکن                            |
| ----- | ------ | --------- | --------------------------------- |
| ۳     | ایران  | مدافع     | مهدی امیرآبادی (به فولاد خوزستان) |
| ۱۴    | ایران  | هافبک     | آندرانیک تیموریان (به الخریطیات)  |
| ۳۱    | ایران  | مدافع     | جواد شیرزاد (به ملوان بندر انزلی) |
| ۳۷    | ایران  | مهاجم     | اسماعیل شریفات (به فولاد خوزستان) |
| ۲۲    | ایران  | دروازه‌بان | هادی زرین ساعد (آزاد)             |
| ۳۹    | ایران  | دروازه‌بان | سید مهدی اسلامی (آزاد)            |
| ۴     | ایران  | مدافع     | حمید عزیز زاده (آزاد)             |
| ۱۵    | کامرون | هافبک     | ژاک الونگ‌الونگ (آزاد)             |
| ۳۴    | ایران  | هافبک     | حسین علوی (آزاد)                  |
| ۲۰    | فرانسه | مهاجم     | گوران جورکوویچ (آزاد)             |

| شماره |        | نقش       | بازیکن                            |
| ----- | ------ | --------- | --------------------------------- |
| ۳     | ایران  | مدافع     | مهدی امیرآبادی (به فولاد خوزستان) |
| ۱۴    | ایران  | هافبک     | آندرانیک تیموریان (به الخریطیات)  |
| ۳۱    | ایران  | مدافع     | جواد شیرزاد (به ملوان بندر انزلی) |
| ۳۷    | ایران  | مهاجم     | اسماعیل شریفات (به فولاد خوزستان) |
| ۲۲    | ایران  | دروازه‌بان | هادی زرین ساعد (آزاد)             |
| ۳۹    | ایران  | دروازه‌بان | سید مهدی اسلامی (آزاد)            |
| ۴     | ایران  | مدافع     | حمید عزیز زاده (آزاد)             |
| ۱۵    | کامرون | هافبک     | ژاک الونگ‌الونگ (آزاد)             |
| ۳۴    | ایران  | هافبک     | حسین علوی (آزاد)                  |
| ۲۰    | فرانسه | مهاجم     | گوران جورکوویچ (آزاد)             |

### فجر سپاسی
| شماره |  | نقش | بازیکن |
| ----- |  | --- | ------ |

| شماره |  | نقش | بازیکن |
| ----- |  | --- | ------ |

| شماره |       | نقش   | بازیکن                          |
| ----- | ----- | ----- | ------------------------------- |
| ۳۰    | ایران | هافبک | مهدی رجب‌زاده (به ذوب‌آهن اصفهان) |

| شماره |       | نقش   | بازیکن                          |
| ----- | ----- | ----- | ------------------------------- |
| ۳۰    | ایران | هافبک | مهدی رجب‌زاده (به ذوب‌آهن اصفهان) |

### فولاد خوزستان
| شماره |        | نقش       | بازیکن                                  |
| ----- | ------ | --------- | --------------------------------------- |
| ۱۰    | ایران  | مهاجم     | عباس پورخسروانی (از شاهین بوشهر)        |
| ۶     | ایران  | هافبک     | مهدی نوری (از شاهین بوشهر)              |
| ۲۰    | برزیل  | مهاجم     | شیمبا (از لیننس)                        |
| ۲۹    | برزیل  | مدافع     | لئاندرو پادوانی سلین (از گوآرتین گنا)   |
| ۳     | ایران  | مدافع     | مهدی امیرآبادی (از استقلال تهران تهران) |
| ۳۷    | ایران  | هافبک     | اسماعیل شریفات (از استقلال تهران تهران) |
| ۳۱    | ایران  | دروازه‌بان | ارشاد یوسفی (از مس کرمان)               |
| ۱۴    | ایران  | هافبک     | شهاب کرمی (از شهرداری یاسوج)            |
| ۲۰    | رومانی | هافبک     | کلودیو یونسکو (از آریس لیماسول)         |
| ۳۰    | ایران  | مدافع     | وحید مرادی (از آکادمی فولاد)            |
| ۳۴    | ایران  | هافبک     | ادریس کوچکی (از آکادمی فولاد)           |
| ۱۵    | ایران  | هافبک     | ایوب کلانتری (از فجر سپاسی)             |

| شماره |        | نقش       | بازیکن                                  |
| ----- | ------ | --------- | --------------------------------------- |
| ۱۰    | ایران  | مهاجم     | عباس پورخسروانی (از شاهین بوشهر)        |
| ۶     | ایران  | هافبک     | مهدی نوری (از شاهین بوشهر)              |
| ۲۰    | برزیل  | مهاجم     | شیمبا (از لیننس)                        |
| ۲۹    | برزیل  | مدافع     | لئاندرو پادوانی سلین (از گوآرتین گنا)   |
| ۳     | ایران  | مدافع     | مهدی امیرآبادی (از استقلال تهران تهران) |
| ۳۷    | ایران  | هافبک     | اسماعیل شریفات (از استقلال تهران تهران) |
| ۳۱    | ایران  | دروازه‌بان | ارشاد یوسفی (از مس کرمان)               |
| ۱۴    | ایران  | هافبک     | شهاب کرمی (از شهرداری یاسوج)            |
| ۲۰    | رومانی | هافبک     | کلودیو یونسکو (از آریس لیماسول)         |
| ۳۰    | ایران  | مدافع     | وحید مرادی (از آکادمی فولاد)            |
| ۳۴    | ایران  | هافبک     | ادریس کوچکی (از آکادمی فولاد)           |
| ۱۵    | ایران  | هافبک     | ایوب کلانتری (از فجر سپاسی)             |

| شماره |         | نقش       | بازیکن                                |
| ----- | ------- | --------- | ------------------------------------- |
| ۵     | ایران   | مدافع     | جلال کاملی‌مفرد (به پیکان تهران تهران) |
| ۱۹    | ایران   | مهاجم     | کاوه رضایی (به سایپا البرز)           |
| ۱۴    | ایران   | هافبک     | کریم شاوردی (بازیکن آزاد)             |
| ۳۰    | ایران   | دروازه‌بان | سامان صفا (بازیکن آزاد)               |
| ۷     | برزیل   | هافبک     | آندره رینالدو (بازیکن آزاد)           |
| ۲۹    | گرجستان | مدافع     | جابا مجیری (بازیکن آزاد)              |
| ۸     | ایران   | هافبک     | مهدی مومنی (به صبای قم)               |
| ۲۰    | ایران   | مدافع     | امید خورج (بازیکن آزاد)               |
| ۲۸    | ایران   | هافبک     | عبدالله ممبینی (به آکادمی فولاد)      |
| ۳۱    | ایران   | مدافع     | سروش سعیدی (به آکادمی فولاد)          |
| ۳۲    | ایران   | دروازه‌بان | پدرام یزدانی (به آکادمی فولاد)        |
| ۳۳    | ایران   | هافبک     | مهدی زبیدی (به آکادمی فولاد)          |
| ۳۴    | ایران   | هافبک     | امین جهان‌کهن (به آکادمی فولاد)        |
| ۳۵    | ایران   | هافبک     | احمد عبدالله‌زاده (به آکادمی فولاد)    |
| ۳۶    | ایران   | مدافع     | یوسف وکیا (به آکادمی فولاد)           |
| ۳۸    | ایران   | مدافع     | علی‌سینا ربانی (به آکادمی فولاد)       |
| ۳۹    | ایران   | مدافع     | رسول سواعدی (به آکادمی فولاد)         |
| ۲۱    | ایران   | مدافع     | فرید طالقانی (به آکادمی فولاد)        |
| ۴۰    | ایران   | مهاجم     | مهدی نیایش‌پور (به آکادمی فولاد)       |

| شماره |         | نقش       | بازیکن                                |
| ----- | ------- | --------- | ------------------------------------- |
| ۵     | ایران   | مدافع     | جلال کاملی‌مفرد (به پیکان تهران تهران) |
| ۱۹    | ایران   | مهاجم     | کاوه رضایی (به سایپا البرز)           |
| ۱۴    | ایران   | هافبک     | کریم شاوردی (بازیکن آزاد)             |
| ۳۰    | ایران   | دروازه‌بان | سامان صفا (بازیکن آزاد)               |
| ۷     | برزیل   | هافبک     | آندره رینالدو (بازیکن آزاد)           |
| ۲۹    | گرجستان | مدافع     | جابا مجیری (بازیکن آزاد)              |
| ۸     | ایران   | هافبک     | مهدی مومنی (به صبای قم)               |
| ۲۰    | ایران   | مدافع     | امید خورج (بازیکن آزاد)               |
| ۲۸    | ایران   | هافبک     | عبدالله ممبینی (به آکادمی فولاد)      |
| ۳۱    | ایران   | مدافع     | سروش سعیدی (به آکادمی فولاد)          |
| ۳۲    | ایران   | دروازه‌بان | پدرام یزدانی (به آکادمی فولاد)        |
| ۳۳    | ایران   | هافبک     | مهدی زبیدی (به آکادمی فولاد)          |
| ۳۴    | ایران   | هافبک     | امین جهان‌کهن (به آکادمی فولاد)        |
| ۳۵    | ایران   | هافبک     | احمد عبدالله‌زاده (به آکادمی فولاد)    |
| ۳۶    | ایران   | مدافع     | یوسف وکیا (به آکادمی فولاد)           |
| ۳۸    | ایران   | مدافع     | علی‌سینا ربانی (به آکادمی فولاد)       |
| ۳۹    | ایران   | مدافع     | رسول سواعدی (به آکادمی فولاد)         |
| ۲۱    | ایران   | مدافع     | فرید طالقانی (به آکادمی فولاد)        |
| ۴۰    | ایران   | مهاجم     | مهدی نیایش‌پور (به آکادمی فولاد)       |

### باشگاه فوتبال گهر زاگرس
| شماره |  | نقش | بازیکن |
| ----- |  | --- | ------ |

| شماره |  | نقش | بازیکن |
| ----- |  | --- | ------ |

| شماره |  | نقش | بازیکن |
| ----- |  | --- | ------ |

| شماره |  | نقش | بازیکن |
| ----- |  | --- | ------ |

### ملوان بندر انزلی
| شماره |       | نقش       | بازیکن                           |
| ----- | ----- | --------- | -------------------------------- |
| ۸     | ایران | هافبک     | پژمان نوری (از Free Agent)       |
|       | ایران | مدافع     | جواد شیرزاد (از استقلال تهران)   |
| ۹     | ایران | هافبک     | مازیار زارع (از پرسپولیس تهران)  |
|       | ایران | هافبک     | حسین بادامکی (از پرسپولیس تهران) |
|       | ایران | دروازه‌بان | حسین آشنا (از سایپای البرز)      |

| شماره |       | نقش       | بازیکن                           |
| ----- | ----- | --------- | -------------------------------- |
| ۸     | ایران | هافبک     | پژمان نوری (از Free Agent)       |
|       | ایران | مدافع     | جواد شیرزاد (از استقلال تهران)   |
| ۹     | ایران | هافبک     | مازیار زارع (از پرسپولیس تهران)  |
|       | ایران | هافبک     | حسین بادامکی (از پرسپولیس تهران) |
|       | ایران | دروازه‌بان | حسین آشنا (از سایپای البرز)      |

| شماره |       | نقش   | بازیکن                           |
| ----- | ----- | ----- | -------------------------------- |
| ۲۵    | ایران | هافبک | مهدی دغاغله (به صنعت نفت آبادان) |
|       | ایران | مدافع | امین حاج‌محمدی (به نفت تهران)     |

| شماره |       | نقش   | بازیکن                           |
| ----- | ----- | ----- | -------------------------------- |
| ۲۵    | ایران | هافبک | مهدی دغاغله (به صنعت نفت آبادان) |
|       | ایران | مدافع | امین حاج‌محمدی (به نفت تهران)     |

### نفت تهران
| شماره |       | نقش   | بازیکن                                          |
| ----- | ----- | ----- | ----------------------------------------------- |
|       | ایران | هافبک | وحید حمدی‌نژاد (از صبای قم)                      |
|       | ایران | مدافع | Mohammad Amin HajMohammad (از ملوان بندر انزلی) |
|       | ایران | هافبک | وریا غفوری (از شهرداری تبریز)                   |
|       | ایران | مدافع | Abdolfazl Gorbani (از شهرداری اراک)             |

| شماره |       | نقش   | بازیکن                                          |
| ----- | ----- | ----- | ----------------------------------------------- |
|       | ایران | هافبک | وحید حمدی‌نژاد (از صبای قم)                      |
|       | ایران | مدافع | Mohammad Amin HajMohammad (از ملوان بندر انزلی) |
|       | ایران | هافبک | وریا غفوری (از شهرداری تبریز)                   |
|       | ایران | مدافع | Abdolfazl Gorbani (از شهرداری اراک)             |

| شماره |       | نقش   | بازیکن                          |
| ----- | ----- | ----- | ------------------------------- |
| ۵     | برزیل | هافبک | Márcio Alemão (به سایپای البرز) |

| شماره |       | نقش   | بازیکن                          |
| ----- | ----- | ----- | ------------------------------- |
| ۵     | برزیل | هافبک | Márcio Alemão (به سایپای البرز) |

### پیکان تهران
| شماره |       | نقش   | بازیکن                            |
| ----- | ----- | ----- | --------------------------------- |
|       | ایران | هافبک | بهرام دباغ (از تراکتورسازی تبریز) |
|       | ایران | مدافع | جلال کاملی‌مفرد (از فولاد خوزستان) |
|       | ایران |       | Reza Taheri (از پاس تهران)        |

| شماره |       | نقش   | بازیکن                            |
| ----- | ----- | ----- | --------------------------------- |
|       | ایران | هافبک | بهرام دباغ (از تراکتورسازی تبریز) |
|       | ایران | مدافع | جلال کاملی‌مفرد (از فولاد خوزستان) |
|       | ایران |       | Reza Taheri (از پاس تهران)        |

| شماره |       | نقش   | بازیکن                   |
| ----- | ----- | ----- | ------------------------ |
|       | برزیل | مهاجم | Junior (به سایپای البرز) |

| شماره |       | نقش   | بازیکن                   |
| ----- | ----- | ----- | ------------------------ |
|       | برزیل | مهاجم | Junior (به سایپای البرز) |

### راه‌آهن شهرری
| شماره |  | نقش | بازیکن |
| ----- |  | --- | ------ |

| شماره |  | نقش | بازیکن |
| ----- |  | --- | ------ |

| شماره |       | نقش   | بازیکن                              |
| ----- | ----- | ----- | ----------------------------------- |
| ۲۲    | ایران | مدافع | محمدرضا خانزاده (به پرسپولیس تهران) |
|       | ایران | هافبک | حسین کاظمی (به مس کرمان)            |

| شماره |       | نقش   | بازیکن                              |
| ----- | ----- | ----- | ----------------------------------- |
| ۲۲    | ایران | مدافع | محمدرضا خانزاده (به پرسپولیس تهران) |
|       | ایران | هافبک | حسین کاظمی (به مس کرمان)            |

### صبای قم
| شماره |       | نقش   | بازیکن                                 |
| ----- | ----- | ----- | -------------------------------------- |
|       | ایران | مدافع | Saeed Lotfi (از شهرداری اراک)          |
|       | ایران | هافبک | Meysam Khodashenas (از نساجی مازندران) |

| شماره |       | نقش   | بازیکن                                 |
| ----- | ----- | ----- | -------------------------------------- |
|       | ایران | مدافع | Saeed Lotfi (از شهرداری اراک)          |
|       | ایران | هافبک | Meysam Khodashenas (از نساجی مازندران) |

| شماره |       | نقش   | بازیکن                       |
| ----- | ----- | ----- | ---------------------------- |
| ۱۶    | ایران | هافبک | وحید حمدی‌نژاد (to نفت تهران) |

| شماره |       | نقش   | بازیکن                       |
| ----- | ----- | ----- | ---------------------------- |
| ۱۶    | ایران | هافبک | وحید حمدی‌نژاد (to نفت تهران) |

### سایپای البرز
| شماره |       | نقش       | بازیکن                         |
| ----- | ----- | --------- | ------------------------------ |
|       | برزیل | هافبک     | Márcio Alemão (از نفت تهران)   |
|       | برزیل | مهاجم     | Junior (از پیکان تهران)        |
|       | ایران | دروازه‌بان | رحمان احمدی (از سپاهان اصفهان) |

| شماره |       | نقش       | بازیکن                         |
| ----- | ----- | --------- | ------------------------------ |
|       | برزیل | هافبک     | Márcio Alemão (از نفت تهران)   |
|       | برزیل | مهاجم     | Junior (از پیکان تهران)        |
|       | ایران | دروازه‌بان | رحمان احمدی (از سپاهان اصفهان) |

| شماره |       | نقش       | بازیکن                             |
| ----- | ----- | --------- | ---------------------------------- |
| ۱۰    | ایران | مهاجم     | کریم انصاری‌فرد (به پرسپولیس تهران) |
| ۱۱    | ایران | مهاجم     | امین منوچهری (به استقلال تهران)    |
| ۳۰    | ایران | دروازه‌بان | حسین آشنا (به ملوان بندر انزلی)    |

| شماره |       | نقش       | بازیکن                             |
| ----- | ----- | --------- | ---------------------------------- |
| ۱۰    | ایران | مهاجم     | کریم انصاری‌فرد (به پرسپولیس تهران) |
| ۱۱    | ایران | مهاجم     | امین منوچهری (به استقلال تهران)    |
| ۳۰    | ایران | دروازه‌بان | حسین آشنا (به ملوان بندر انزلی)    |

### صنعت نفت آبادان
| شماره |       | نقش   | بازیکن                              |
| ----- | ----- | ----- | ----------------------------------- |
|       | ایران | هافبک | محمدمهدی الهایی (از پرسپولیس تهران) |
| ۲۵    | ایران | هافبک | مهدی دغاغله (از ملوان بندر انزلی)   |

| شماره |       | نقش   | بازیکن                              |
| ----- | ----- | ----- | ----------------------------------- |
|       | ایران | هافبک | محمدمهدی الهایی (از پرسپولیس تهران) |
| ۲۵    | ایران | هافبک | مهدی دغاغله (از ملوان بندر انزلی)   |

| شماره |      | نقش   | بازیکن                      |
| ----- | ---- | ----- | --------------------------- |
|       | مالی | مهاجم | فونیکه سی (به عجمان امارات) |

| شماره |      | نقش   | بازیکن                      |
| ----- | ---- | ----- | --------------------------- |
|       | مالی | مهاجم | فونیکه سی (به عجمان امارات) |

### سپاهان اصفهان
| شماره |       | نقش       | بازیکن                            |
| ----- | ----- | --------- | --------------------------------- |
|       | ایران | دروازه‌بان | محمدباقر صادقی (از ذوب‌آهن اصفهان) |
|       | ایران | مهاجم     | محمد غلامی (از داماش گیلان)       |
|       | ایران | مدافع     | محسن ایران‌نژاد (از شاهین بوشهر)   |
|       | ایران | مدافع     | محمدعلی احمدی (از ذوب‌آهن اصفهان)  |
|       | ایران | مدافع     | فرشید طالبی (از ذوب‌آهن اصفهان)    |
|       | ایران | هافبک     | میلاد زنیدپور (از داماش گیلان)    |
|       | ایران | هافبک     | عادل کلاه‌کج (از مس کرمان)         |

| شماره |       | نقش       | بازیکن                            |
| ----- | ----- | --------- | --------------------------------- |
|       | ایران | دروازه‌بان | محمدباقر صادقی (از ذوب‌آهن اصفهان) |
|       | ایران | مهاجم     | محمد غلامی (از داماش گیلان)       |
|       | ایران | مدافع     | محسن ایران‌نژاد (از شاهین بوشهر)   |
|       | ایران | مدافع     | محمدعلی احمدی (از ذوب‌آهن اصفهان)  |
|       | ایران | مدافع     | فرشید طالبی (از ذوب‌آهن اصفهان)    |
|       | ایران | هافبک     | میلاد زنیدپور (از داماش گیلان)    |
|       | ایران | هافبک     | عادل کلاه‌کج (از مس کرمان)         |

| شماره |       | نقش       | بازیکن                                         |
| ----- | ----- | --------- | ---------------------------------------------- |
| ۱     | ایران | دروازه‌بان | رحمان احمدی (به سایپای البرز)                  |
| ۶     | ایران | مدافع     | سید جلال حسینی (به پرسپولیس تهران)             |
| ۷     | عراق  | مهاجم     | عماد رضا (آزاد)                                |
| ۸     | ایران | مدافع     | محسن بنگر (به پرسپولیس تهران)                  |
| ۱۱    | ایران | هافبک     | مهدی کریمیان (به تراکتورسازی تبریز)            |
| ۱۶    | ایران | مدافع     | هاشم بیک‌زاده (به استقلال تهران)                |
| ۱۸    | ایران | هافبک     | رضا ناصحی (به باشگاه فوتبال آلومینیوم هرمزگان) |
| ۲۱    | ایران | مدافع     | مهدی نصیری (بازیکن فوتبال) (Release)           |
| ۲۳    | ایران | مهاجم     | سید مهدی سیدصالحی (به تراکتورسازی تبریز)       |

| شماره |       | نقش       | بازیکن                                         |
| ----- | ----- | --------- | ---------------------------------------------- |
| ۱     | ایران | دروازه‌بان | رحمان احمدی (به سایپای البرز)                  |
| ۶     | ایران | مدافع     | سید جلال حسینی (به پرسپولیس تهران)             |
| ۷     | عراق  | مهاجم     | عماد رضا (آزاد)                                |
| ۸     | ایران | مدافع     | محسن بنگر (به پرسپولیس تهران)                  |
| ۱۱    | ایران | هافبک     | مهدی کریمیان (به تراکتورسازی تبریز)            |
| ۱۶    | ایران | مدافع     | هاشم بیک‌زاده (به استقلال تهران)                |
| ۱۸    | ایران | هافبک     | رضا ناصحی (به باشگاه فوتبال آلومینیوم هرمزگان) |
| ۲۱    | ایران | مدافع     | مهدی نصیری (بازیکن فوتبال) (Release)           |
| ۲۳    | ایران | مهاجم     | سید مهدی سیدصالحی (به تراکتورسازی تبریز)       |

### تراکتورسازی تبریز
| شماره |        | نقش   | بازیکن                              |
| ----- | ------ | ----- | ----------------------------------- |
| ۲۱    | پرتغال | هافبک | ژوآئو ویللا (از ژیل ویسنته)         |
| ۹     | پرتغال | مهاجم | آنسلمو کاردوسو (از ناسیونال)        |
| ۲     | ایران  | هافبک | محمد ایران‌پوریان (از شهرداری تبریز) |
| ۲۰    | ایران  | مدافع | محمد نصرتی (از پرسپولیس)            |
| ۲۳    | ایران  | مهاجم | سید مهدی سیدصالحی (از سپاهان)       |
| ۷     | ایران  | هافبک | مهدی کریمیان (از سپاهان)            |
|       | ایران  | مدافع | مهدی قریشی (از فولاد یزد)           |
| ۲۶    | ایران  | مدافع | محمد عبادزاده (از استیل آذین)       |
| ۵     | ایران  | مدافع | قاسم دهنوی (از مس کرمان)            |
| ۱۷    | ایران  | مدافع | علی‌رضا جلیلی (از گهر زاگرس)         |

| شماره |        | نقش   | بازیکن                              |
| ----- | ------ | ----- | ----------------------------------- |
| ۲۱    | پرتغال | هافبک | ژوآئو ویللا (از ژیل ویسنته)         |
| ۹     | پرتغال | مهاجم | آنسلمو کاردوسو (از ناسیونال)        |
| ۲     | ایران  | هافبک | محمد ایران‌پوریان (از شهرداری تبریز) |
| ۲۰    | ایران  | مدافع | محمد نصرتی (از پرسپولیس)            |
| ۲۳    | ایران  | مهاجم | سید مهدی سیدصالحی (از سپاهان)       |
| ۷     | ایران  | هافبک | مهدی کریمیان (از سپاهان)            |
|       | ایران  | مدافع | مهدی قریشی (از فولاد یزد)           |
| ۲۶    | ایران  | مدافع | محمد عبادزاده (از استیل آذین)       |
| ۵     | ایران  | مدافع | قاسم دهنوی (از مس کرمان)            |
| ۱۷    | ایران  | مدافع | علی‌رضا جلیلی (از گهر زاگرس)         |

| شماره |       | نقش   | بازیکن                            |
| ----- | ----- | ----- | --------------------------------- |
| ۲۳    | ایران | هافبک | قاسم حدادی‌فر (بازگشت به ذوب‌آهن)   |
| ۲۰    | برزیل | هافبک | رودریگو توسی (استقلال تهران)      |
| ۱۰    | ایران | مهاجم | سیاوش اکبرپور (به استقلال تهران)  |
| ۲     | ایران | مدافع | امیرحسین صادقی (به استقلال تهران) |
|       | ایران | هافبک | بهرام دباغ (به پیکان تهران)       |
| ۷     | ایران | هافبک | فرزاد آشوبی (به راه‌آهن)           |
| ۹     | ایران | مهاجم | علی علی‌زاده (به شهرداری تبریز)    |
| ۲۱    | ایران | هافبک | سیامک سرلک (به گهر زاگرس)         |
| ۴     | ایران | مدافع | احمد آل‌نعمه (به نفت تهران)        |

| شماره |       | نقش   | بازیکن                            |
| ----- | ----- | ----- | --------------------------------- |
| ۲۳    | ایران | هافبک | قاسم حدادی‌فر (بازگشت به ذوب‌آهن)   |
| ۲۰    | برزیل | هافبک | رودریگو توسی (استقلال تهران)      |
| ۱۰    | ایران | مهاجم | سیاوش اکبرپور (به استقلال تهران)  |
| ۲     | ایران | مدافع | امیرحسین صادقی (به استقلال تهران) |
|       | ایران | هافبک | بهرام دباغ (به پیکان تهران)       |
| ۷     | ایران | هافبک | فرزاد آشوبی (به راه‌آهن)           |
| ۹     | ایران | مهاجم | علی علی‌زاده (به شهرداری تبریز)    |
| ۲۱    | ایران | هافبک | سیامک سرلک (به گهر زاگرس)         |
| ۴     | ایران | مدافع | احمد آل‌نعمه (به نفت تهران)        |

### ذوب‌آهن اصفهان
| شماره |       | نقش   | بازیکن                                                |
| ----- | ----- | ----- | ----------------------------------------------------- |
|       | ایران | هافبک | قاسم حدادی‌فر (loan return از تراکتورسازی تبریز)       |
|       | ایران | هافبک | مهدی رجب‌زاده (از فجر سپاسی)                           |
|       | ایران | مدافع | Ibrahim Mohammadi (از باشگاه فوتبال شهرداری بندرعباس) |

| شماره |       | نقش   | بازیکن                                                |
| ----- | ----- | ----- | ----------------------------------------------------- |
|       | ایران | هافبک | قاسم حدادی‌فر (loan return از تراکتورسازی تبریز)       |
|       | ایران | هافبک | مهدی رجب‌زاده (از فجر سپاسی)                           |
|       | ایران | مدافع | Ibrahim Mohammadi (از باشگاه فوتبال شهرداری بندرعباس) |

| شماره |       | نقش       | بازیکن                                        |
| ----- | ----- | --------- | --------------------------------------------- |
| ۵     | ایران | مدافع     | محمدعلی احمدی (به سپاهان اصفهان)              |
| ۱     | ایران | دروازه‌بان | شهاب گردان (به پرسپولیس تهران)                |
| ۴     | ایران | مدافع     | فرشید طالبی (به سپاهان اصفهان)                |
| ۱۱    | ایران | مهاجم     | محمد قاضی (بازیکن فوتبال) (به پرسپولیس تهران) |
| ۱۵    | برزیل | هافبک     | ایگور کاسترو (آزاد)                           |
| ۲۲    | ایران | دروازه‌بان | محمدباقر صادقی (به سپاهان اصفهان)             |
| ۱۳    | ایران | مدافع     | حسین ماهینی (به پرسپولیس تهران)               |

| شماره |       | نقش       | بازیکن                                        |
| ----- | ----- | --------- | --------------------------------------------- |
| ۵     | ایران | مدافع     | محمدعلی احمدی (به سپاهان اصفهان)              |
| ۱     | ایران | دروازه‌بان | شهاب گردان (به پرسپولیس تهران)                |
| ۴     | ایران | مدافع     | فرشید طالبی (به سپاهان اصفهان)                |
| ۱۱    | ایران | مهاجم     | محمد قاضی (بازیکن فوتبال) (به پرسپولیس تهران) |
| ۱۵    | برزیل | هافبک     | ایگور کاسترو (آزاد)                           |
| ۲۲    | ایران | دروازه‌بان | محمدباقر صادقی (به سپاهان اصفهان)             |
| ۱۳    | ایران | مدافع     | حسین ماهینی (به پرسپولیس تهران)               |